# Инашаридзееби
Инашаридзееби (груз. ინაშარიძეები) — село в Кедском муниципалитете Грузии.

## География
Село находится в северных предгорьях Шавшетского хребта, на правом берегу реки Мериси, на расстоянии в 8 километрах от посёлка городского типа Кеда, административного центра муниципалитета. Абсолютная высота — 615 метров над уровнем моря.

## Население
По данным переписи населения 2014 года, в селе проживает 200 человек (103 мужчины и 97 женщин). По национальной структуре грузины составили 100% населения села.
| Год  | Численность |
| ---- | ----------- |
| 2002 | 275         |
| 2014 | ↘200        |